# Август (песня)
«А́вгуст» — популярная песня композитора Яна Френкеля на стихи Инны Гофф, созданная в 1966 году.

## История
Скоро осень, за окнами август,

От дождя потемнели кусты.

И я знаю, что я тебе нравлюсь,

Как когда-то мне нравился ты.

Отчего же тоска тебя гложет,

Отчего ты так грустен со мной?

Разве в августе сбыться не может,

Что сбывается ранней весной?
Композитор Ян Френкель (1920—1989) написал песню «Август» на стихи прозаика и поэта Инны Гофф (1928—1991) в 1966 году. Это был их первый опыт совместной работы. По воспоминаниям Гофф, с Френкелем в начале 1960-х годов её познакомил её муж, поэт Константин Ваншенкин, который был соавтором композитора. С тех пор, по её словам, «и началась наша дружба, выходящая далеко за пределы творческой, дружба наших семей, наша творческая дружба с Яном Френкелем».
В конце 1980-х годов Инна Гофф так вспоминала об истории создания песни «Август»: «И вот я помню эту комнатку на Трубной, где мы сидим с ним [Ваншенкиным] у Френкелей, и я случайно что-то к слову спела ему [Френкелю] на свой мотив, которым я была вполне довольна, который за хозяйственным столом, как все женщины, напевала, спела ему „Август“, и он попросил меня написать эти слова для него». По словам Гофф, именно так была создана её первая песня с Френкелем, которая звучит уже много лет, «и так приятно, что люди до сих пор её знают и хорошо к ней относятся». Сама Гофф относила её к жанру романса
В своих воспоминаниях, опубликованных в 1984 году, Инна Гофф писала, что стихотворение «Август» было написано не позднее 1961 года. Она вспоминала, что (на свой мотив) она спела его своей подруге, писательнице Маргарите Агашиной. По утверждению Гофф, «Август» был её первой песней, «если не считать студенческих, шуточных». После того как Ян Френкель написал к её стихам музыку, Гофф продолжала называть «Август» своей первой песней.
Слова песни «Август» (так же, как другой известной песни — «Русское поле») были написаны Гофф в доме, построенном их семьёй в 1-м Лесном переулке в Воскресенске, в котором они жили с 1960 года. В октябре 2007 года на стене этого дома была установлена мемориальная доска из тёмно-зелёного мрамора, на которой были выбиты следующие слова: «В этом доме с 1960 по 1990 гг. жила и работала писательница Инна Анатольевна Гофф. Здесь ею были написаны песни „Русское поле“, „Август“». 1-й Лесной переулок был переименован в улицу Инны Гофф. Константин Ваншенкин по этому поводу написал стихотворение, в котором упоминались рябины («За окошком краснеют рябины…») из песни «Август»: «Под осень краснели рябины, / И столько случится потом… / На улице имени Инны / Мы жили, не зная о том».

## Отзывы и анализ
Музыковед Татьяна Журбинская отмечала, что «Август» — «женская песня, обращение к возлюбленному с нежными упрёками, горькое сожаление о несостоявшейся любви». По её мнению, поэтическая символика этого произведения легко прочитывается: август — это «приближение осени, увядание». Среди наиболее ярких средств музыкальной выразительности Журбинская выделяла минорный ряд, гармонию уменьшённого септаккорда, а также «неторопливые медитации триолей сопровождения». По её словам, «зерном» всей мелодии являются следующие элементы: «начальная разговорная интонация — спад на широкий интервал, вздох… долгая остановка, будто собираются силы перед следующей фразой», при этом «образ дан в развитии, каждый куплет песни является определённой фазой в состоянии героини».

## Исполнители
За свою историю, начиная с первых исполнений, песня «Август» входила в репертуар многих известных певиц, таких как Нина Бродская, Аида Ведищева, Майя Кристалинская, Нина Пантелеева, Галина Борисова, Мария Лукач, Инна Таланова, Маргрет Николова и другие. Существует и мужской вариант этой песни, с заменой слов «как когда-то мне нравился ты» на «как когда-то мне нравилась ты» и «ты так грустен со мной» на «ты грустна так со мной». Этот вариант исполняли певцы Вадим Мулерман, Иосиф Кобзон и Валерий Сюткин.